# Conflans-sur-Lanterne
Conflans-sur-Lanterne ist eine Gemeinde im französischen Département Haute-Saône in der Region Bourgogne-Franche-Comté.

## Geographie
Conflans-sur-Lanterne liegt auf einer Höhe von 232 m über dem Meeresspiegel, 13 Kilometer westlich von Luxeuil-les-Bains und etwa 22 Kilometer nördlich der Stadt Vesoul (Luftlinie). Das Dorf erstreckt sich im nördlichen Teil des Departements, in der weiten Talebene am Zusammenfluss von Sémouse und Lanterne.
Die Fläche des 13,09 km² großen Gemeindegebiets umfasst einen Abschnitt der leicht gewellten Landschaft im Bereich der Lanterne. Von Osten nach Westen wird das Gebiet von der Alluvialniederung der Lanterne durchquert, die für die Entwässerung zur Saône sorgt. In der Talaue zeichnet der Fluss zahlreiche Windungen und besitzt naturnahe Uferpartien. Die Talebene liegt auf durchschnittlich 228 m und weist eine Breite von maximal 4 Kilometern auf. Sie wird teils landwirtschaftlich genutzt, teils ist sie mit Auenwald bestanden. Westlich des Dorfes mündet die Semouse, die ebenfalls eine breite Niederung geschaffen hat und abschnittsweise die nördliche Grenze markiert. Von Süden her erreichen auf dem Gebiet von Conflans der Ruisseau des Chaufours und der Ruisseau de la Prairie die Lanterne.
Flankiert werden die Talniederungen von Lanterne und Semouse von Anhöhen, die aus einer Wechsellagerung von sandig-mergeligen und kalkigen Sedimenten bestehen, welche während der Lias (Unterjura) abgelagert wurden. Im Nordwesten reicht das Gemeindeareal bis zum Bois des Ardennes, im Osten in den Bois du Chanoi (276 m). Die südliche Abgrenzung verläuft im Bois Lajus. Ganz im Südosten befindet sich die Höhe des Bois de Conflans, auf der mit 298 m die höchste Erhebung von Conflans-sur-Lanterne erreicht wird. Diese Erhebung ist aus Buntsandstein der Untertrias aufgebaut.
Nachbargemeinden von Conflans-sur-Lanterne sind Dampierre-lès-Conflans im Norden, Briaucourt im Osten, Velorcey, Meurcourt und Équevilley im Süden sowie Mersuay, Bourguignon-lès-Conflans und Bassigney im Westen.

## Geschichte
Erstmals urkundlich erwähnt wird Conflans im Jahr 1241. Im Mittelalter gehörte das Dorf zur Freigrafschaft Burgund und darin zum Gebiet des Bailliage d’Amont. Die lokale Herrschaft hatte das Kloster Luxeuil inne. In dieser Zeit entwickelte sich der Ort zu einem kleinen, befestigten Marktflecken. Während des Dreißigjährigen Krieges wurde Conflans 1636 von schwedischen Truppen überfallen und niedergebrannt. Im 17. Jahrhundert wurde hier ein Konvent gegründet. Zusammen mit der Franche-Comté gelangte der Ort mit dem Frieden von Nimwegen 1678 definitiv an Frankreich. Gegen Ende des 19. Jahrhunderts wurde die Ortschaft mit der Eröffnung der Bahnstrecke von Faverney nach Aillevillers an das französische Eisenbahnnetz angeschlossen. Der Betrieb der Linie wurde mittlerweile eingestellt. Conflans wurde 1962 offiziell in Conflans-sur-Lanterne umbenannt, um eine Verwechslung mit anderen gleichnamigen Gemeinden zu vermeiden.

## Sehenswürdigkeiten

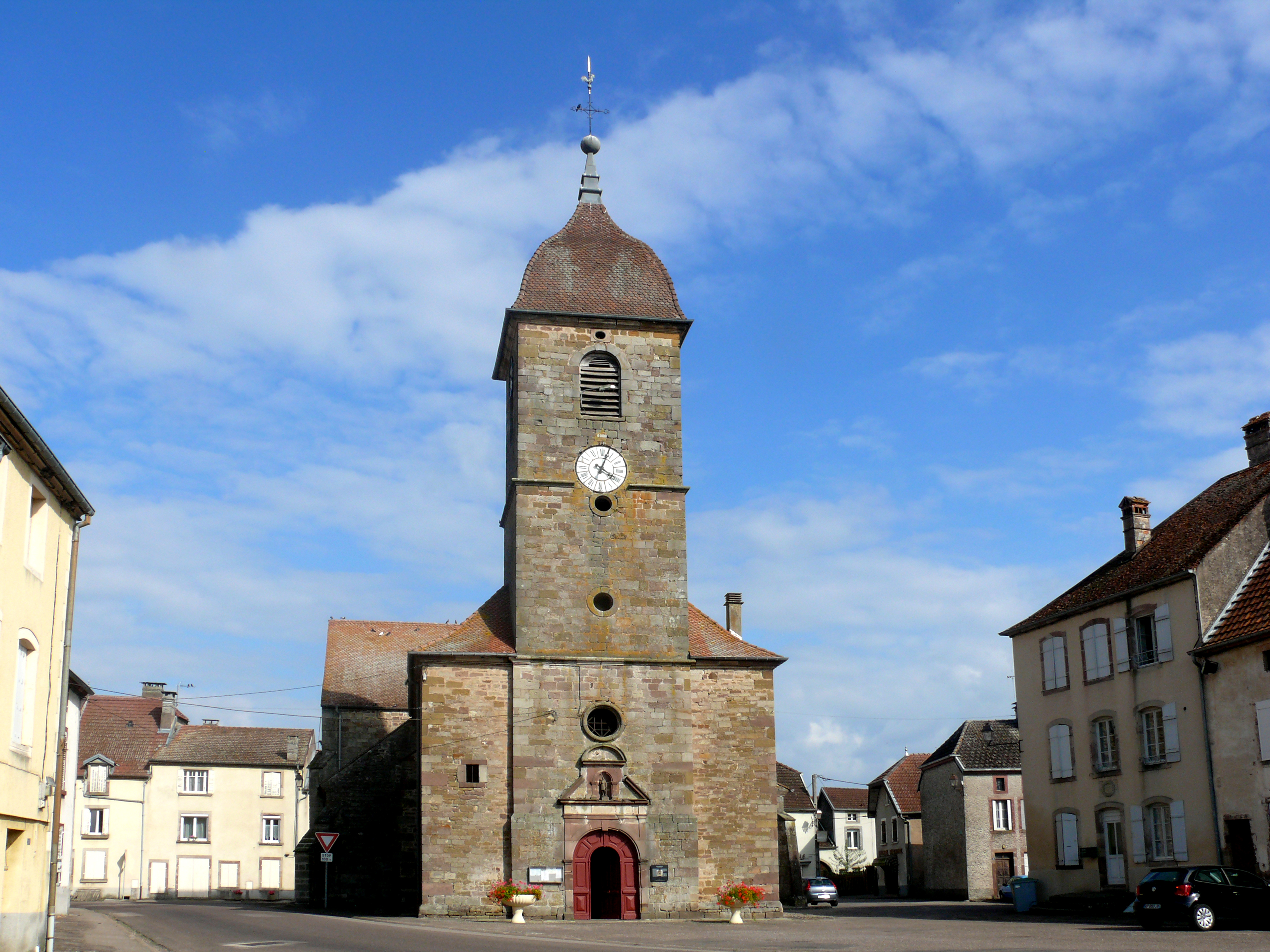
Kirche Saint-Maurice

Die Kirche Saint-Maurice ist als Monument historique klassiert und zeigt Bauelemente aus verschiedenen Epochen. Chorraum und Seitenkapellen im gotischen Stil stammen aus dem 14. Jahrhundert, der Glockenturm ist im klassischen Stil gehalten, und das Schiff wurde im 18. Jahrhundert neu erbaut. Zur wertvollen Ausstattung gehören reich skulptierte Altäre und Gemälde aus dem 17. und 18. Jahrhundert. Auf dem Friedhof steht ein Kreuz aus dem 17. Jahrhundert.
Der alte Ortskern ist geprägt durch verschiedene Häuser aus dem 17. bis 19. Jahrhundert, die den traditionellen Stil der Haute-Saône zeigen. Zu den weiteren Sehenswürdigkeiten zählen das Schloss im Renaissancestil nahe bei der Kirche, die ehemaligen Konventsgebäude (17. Jahrhundert) und Überreste der einstigen Befestigung, darunter das Tor Saint-Nicolas.

## Bevölkerung
| Jahr                       | 1962 | 1968 | 1975 | 1982 | 1990 | 1999 | 2006 | 2017 |
| Einwohner                  | 750  | 755  | 765  | 758  | 710  | 672  | 659  | 623  |
| Quellen: Cassini und INSEE |      |      |      |      |      |      |      |      |

Mit 569 Einwohnern (1. Januar 2022) gehört Conflans-sur-Lanterne zu den kleineren Gemeinden des Départements Haute-Saône. Nachdem die Einwohnerzahl in der ersten Hälfte des 20. Jahrhunderts deutlich abgenommen hatte (1911 wurden noch 995 Personen gezählt), trat von 1960 bis 1985 eine Phase der Stagnation ein. Seither wurde erneut ein leichter Bevölkerungsrückgang verzeichnet.

## Wirtschaft und Infrastruktur
Conflans-sur-Lanterne war schon früh eine durch Handel und Gewerbe geprägte Ortschaft. Daneben spielte auch die Landwirtschaft (Ackerbau, Obstbau und Viehzucht) noch lange Zeit eine wichtige Rolle. Heute gibt es verschiedene Betriebe des lokalen Kleingewerbes. Eine Gewerbezone ist im Aufbau. Zu den wichtigen Branchen gehören zurzeit die Fabrikation von Zubehörteilen für die Automobilindustrie, die Feinmechanik und das Baugewerbe. Viele Erwerbstätige sind auch Auspendler, die in den Regionen Vesoul und Luxeuil-les-Bains ihrer Arbeit nachgehen.
Die Ortschaft liegt abseits der größeren Durchgangsachsen an einer Departementsstraße, die von Vesoul nach Saint-Loup-sur-Semouse führt. Weitere Straßenverbindungen bestehen mit Faverney, Saulx, Luxeuil-les-Bains und Dampierre-lès-Conflans.